# Beaurevoir
Beaurevoir es una comuna francesa, situada en el departamento de Aisne, de la región de Alta Francia.

## Geografía
Beaurevoir se encuentra en el límite septentrional de Aisne. Por lo tanto, está a menos de cuatro kilómetros del departamento de Norte. Se sitúa cerca del nacimiento del río Escalda.

## Demografía
| 1 264 | 1 342 | 1 317 | 1 442 | 1 425 | 1 498 | 1 534 | 1 443 |
| Para los censos de 1962 a 1999 la población legal corresponde a la población sin duplicidades (Fuente: INSEE [Consultar]) |       |       |       |       |       |       |       |

## Lugares y monumentos
- El castillo de Beaurevoir, de donde Juana de Arco intentó huir antes de pasar a manos de los ingleses.

## Personalidades célebres
- Josquin Des Prés, compositor